# Quyền LGBT ở Nga
Quyền đồng tính nữ, đồng tính nam, song tính và chuyển giới (tiếng Nga: лесбиянок, геев, бисексуалов и трансгендеров) ở Nga phải đối mặt với những thách thức pháp lý và xã hội mà những người không phải LGBT không gặp phải. Mặc dù hoạt động tình dục đồng giới giữa những người trưởng thành đồng ý riêng tư đã bị coi thường vào năm 1993, đồng tính luyến ái bị đa số người Nga từ chối, và các cặp vợ chồng và hộ gia đình đồng giới đứng đầu là các cặp đồng giới không đủ điều kiện để có sự bảo vệ pháp lý dành cho các cặp đôi khác giới. Hiện tại không có luật cấm phân biệt đối xử dựa trên xu hướng tình dục ở Nga. Tuy nhiên, người chuyển giới được phép thay đổi giới tính hợp pháp sau chuyển đổi giới tính, tuy nhiên, hiện tại không có luật cấm phân biệt đối xử dựa trên danh tính hoặc biểu hiện giới và luật gần đây có thể phân biệt đối xử với người chuyển giới. Đồng tính luyến ái đã được giải mật là bệnh tâm thần từ năm 1999 và mặc dù những người đồng tính nam và đồng tính nữ được phép phục vụ công khai trong quân đội, có một de facto không hỏi, không nói chính sách.
Nga đã được coi là bảo thủ xã hội liên quan đến đồng tính luyến ái, với các cuộc thăm dò gần đây cho thấy phần lớn người Nga chống lại việc chấp nhận đồng tính luyến ái và đã thể hiện sự ủng hộ đối với luật phân biệt đối xử với người đồng tính. Khoảng 40% hỗ trợ cách ly hoặc cam kết bắt buộc đối với họ, trong khi hỗ trợ thực hiện 5%. Mặc dù nhận được sự chỉ trích quốc tế về sự gia tăng phân biệt đối xử xã hội gần đây, tội phạm và bạo lực chống lại người đồng tính, các thành phố lớn hơn như Moskva và Saint Petersburg đã được cho là có một cộng đồng LGBT phát triển mạnh. Tuy nhiên, đã có một cuộc kháng chiến lịch sử đối với diễu hành đồng tính của chính quyền địa phương; Mặc dù đã bị Tòa án Nhân quyền châu Âu phạt năm 2010 vì giải thích đó là sự phân biệt đối xử, thành phố Moscow đã từ chối 100 yêu cầu cho phép giữ Moscow Pride cho đến năm 2012, với lý do có nguy cơ bạo lực đối với người tham gia.
Từ năm 2006, nhiều khu vực ở Nga đã ban hành các luật khác nhau hạn chế việc phân phối tài liệu thúc đẩy mối quan hệ LGBT cho trẻ vị thành niên; vào tháng 6 năm 2013, một luật liên bang hình sự hóa việc phân phối tài liệu giữa những người vị thành niên để hỗ trợ các mối quan hệ tình dục phi truyền thống, đã được ban hành như là một sửa đổi cho luật bảo vệ trẻ em hiện có. Luật này đã dẫn đến nhiều vụ bắt giữ công dân LGBT Nga công khai chống lại luật pháp và đã có sự gia tăng các cuộc biểu tình chống đồng tính, bạo lực, và thậm chí tội phạm kì thị, nhiều người trong số họ sử dụng luật này để biện minh. Nó đã nhận được sự chỉ trích quốc tế từ các nhà quan sát nhân quyền, các nhà hoạt động LGBT, và các phương tiện truyền thông và đã bị coi là de facto hình sự hóa văn hóa LGBT. Nhà sử học và nhà hoạt động nhân quyền người Nga Lyudmila Alexeyeva đã gọi nó là "một bước tiến tới Trung Cổ." Vào tháng 1 năm 2016, Duma Quốc gia đã từ chối đề nghị của Đảng Cộng sản để trừng phạt những người công khai thể hiện đồng tính luyến ái của họ bằng tiền phạt và bắt giữ.
Trong một báo cáo được ban hành vào ngày 13 tháng 4 năm 2017, một hội đồng gồm năm cố vấn chuyên gia cho Hội đồng Nhân quyền Liên Hợp Quốc—Vitit Muntarbhorn, Sètondji Roland Adjovi; Callnard của Agnès; Nils Melzer; và David Kaye—lên án làn sóng tra tấn và giết hại những người đồng tính nam ở Chechnya.

## Đề tài người chuyển giới
Trước đây, bộ luật năm 1997 của Nga cho phép thay đổi giới tính trên giấy tờ tùy thân, nhưng chỉ sau khi hoàn thành việc phẫu thuật chuyển đổi bộ phận sinh dục.
Vào tháng 6 năm 2013, quốc hội Nga và Tổng thống Vladimir Putin đã ban hành luật cấm tuyên truyền, phân phối các tài liệu quảng bá về LGBT (đồng tính, chuyển giới) đối với trẻ em dưới 18 tuổi. Luật này cấm việc tổ chức các sự kiện cổ vũ, phát biểu ủng hộ quan hệ đồng tính hoặc việc chuyển giới khi có mặt người dưới 18 tuổi. Bộ luật được cho là để bảo vệ trẻ em Nga khỏi các nội dung bất thường về giới tính và "thông tin có hại khác" Bình luận về bộ luật, Tổng thống Nga Vladimir Putin cho rằng bộ luật này là cần thiết để bảo vệ văn hóa nước Nga, tránh những phong trào gây mâu thuẫn xã hội cũng như nguy cơ gây già hóa dân số.
Ngày 24 tháng 7 năm 2023, Tổng thống Nga Vladimir Putin đã ký ban hành Luật cấm chuyển giới tại Nga. Theo đó, luật mới sẽ hủy bỏ bộ luật năm 1997, nước Nga sẽ cấm thực hiện chuyển đổi giới tính và thay đổi giới tính trên giấy tờ tùy thân, trừ ngoại lệ là những người bị dị tật bẩm sinh ở bộ phận sinh dục. Các nhà lập pháp Nga nêu lý do ban hành luật này là nhằm bảo vệ các giá trị truyền thống của nước này trước "tư tưởng chống gia đình của phương Tây" Một nguồn tin cho biết luật mới sẽ không chỉ để bảo vệ giá trị gia đình mà còn đảm bảo nguồn nhân lực cho quân đội Nga. Kể từ khi chiến tranh Nga-Ucraina năm 2022 nổ ra, đã có sự gia tăng đáng kể việc nam giới Nga trả tiền cho các phòng khám tư nhân để được cấp giấy xác nhận là người chuyển giới, sau đó họ có thể thay đổi giới tính trên giấy tờ tùy thân để trốn nghĩa vụ quân sự.
Chủ tịch Duma Quốc gia Nga Vyacheslav Volodin cho rằng nền công nghiệp chuyển giới đã gây ảnh hưởng xấu tới xã hội, khi số ca phẫu thuật chuyển giới ở Mỹ đã tăng 50 lần trong 10 năm qua, khoảng 1,4% thiếu niên Mỹ từ 13 - 17 tuổi đã tự coi mình là người chuyển giới vào năm 2022. Ông cho rằng "Đây là con đường dẫn đến sự suy thoái của một quốc gia", và luật cấm chuyển giới được Nga ban hành để tránh viễn cảnh tương tự.

## Bảng tóm tắt
| | Ghi chú |
| --- | --- |
| Hoạt động tình dục đồng giới hợp pháp | Hợp pháp từ năm 1993. Ở Chechnya, các vụ hành quyết cảnh giác được dung thứ, cũng như tra tấn và bắt cóc. Ở Chechnya, hình phạt cho đến tra tấn và chết chóc khi những người đồng tính bị bắt cóc và gửi đến các trại tập trung dựa trên xu hướng tình dục nhận thức của họ. Xem Trại tập trung đồng tính ở Chechnya để biết thêm thông tin. |
| Độ tuổi đồng ý (16) | Từ năm 1993/ Không ở Chechnya |
| Tự do ngôn luận | Liên bang cấm phân phối "tuyên truyền" cho các mối quan hệ "phi truyền thống" cho những người dưới 18 tuổi; một số vùng có luật cấm "tuyên truyền về đồng tính luyến ái, song tính và/hoặc chuyển giới" |
| Luật chống phân biệt đối xử trong việc làm | No |
| Luật chống phân biệt đối xử trong việc cung cấp hàng hóa và dịch vụ                                                                           | No |
| Luật chống phân biệt đối xử trong tất cả các lĩnh vực khác (bao gồm phân biệt đối xử gián tiếp, ngôn từ kích động thù địch)                   | No |
| Hôn nhân đồng giới | No |
| Công nhận các cặp đồng giới | No |
| Mang thai hộ cho các cặp đồng tính nam | No |
| Nhận con nuôi bởi những người đồng tính luyến ái ở Nga hoặc (trong trường hợp là trẻ em Nga) ở nước ngoài mà không nhận ra hôn nhân đồng giới | Không có giới hạn pháp lý dựa trên xu hướng tình dục cho những người độc thân chấp nhận |
| Nhận con nuôi Nga bởi những người đồng tính luyến ái hoặc các cặp đồng giới ở nước ngoài làm công nhận hôn nhân đồng giới                     | (Bất hợp pháp từ năm 2013) |
| Con nuôi của các cặp vợ chồng đồng giới | No |
| Con nuôi chung của các cặp đồng giới | No |
| Liệu pháp chuyển đổi bị cấm ở trẻ vị thành niên                                                                                               | No |
| Những người đồng tính được phép phục vụ công khai trong quân đội                                                                              | Người đồng tính có thể phục vụ trong quân đội, tuy nhiên, có một chính sách "không hỏi, không nói" không chính thức. |
| Quyền thay đổi giới tính hợp pháp | (Từ năm 1997) |
| NQHN được phép hiến máu | (Từ năm 2008)/ không được phép ở Chechnya |